# Persone di nome Joshua/Calciatori
| Questa pagina contiene informazioni ricavate automaticamente dalle voci biografiche con l'ausilio del template Bio e di un bot. L'aggiornamento è periodico e automatico e ricostruisce completamente la pagina. Se manca una persona in questa lista, sei pregato di non aggiungerla, ma accertati piuttosto che la sua voce biografica contenga il template Bio e che i dati anagrafici siano correttamente compilati. Se il template Bio manca, inseriscilo tu stesso o, in alternativa, metti l'avviso {{tmp\|Bio}} che ne segnala la mancanza. Se i dati riportati sono sbagliati, correggi direttamente la voce biografica; le modifiche saranno visibili in questa lista entro pochi giorni. Per chiarimenti vedi il progetto antroponimi. La lista contiene solo le 78 persone che sono citate nell'enciclopedia e per le quali è stato implementato correttamente il template Bio. Pagina aggiornata al 22 lug 2025. |

Questa è una lista di persone presenti nell'enciclopedia che hanno il nome Joshua e sono calciatori.

## A(3)
- Josh Acheampong, calciatore inglese (Londra, n. 2006)
- Yoann Arquin, calciatore francese (Le Havre, n. 1988)
- Josh Atencio, calciatore statunitense (Bellevue, n. 2002)

## B(5)
- Joshua Bertie, calciatore anglo-verginiano (n. 1996)
- Josh Bowler, calciatore inglese (Chertsey, n. 1999)
- Joshua Brenet, calciatore olandese (Kerkrade, n. 1994)
- Joshua Brillante, calciatore australiano (Bundaberg, n. 1993)
- Josh Brownhill, calciatore inglese (Warrington, n. 1995)

## C(5)
- Joshua Calderón, calciatore statunitense (North Haven, n. 1996)
- Josh Clarke, ex calciatore inglese (Walthamstow, n. 1994)
- Josh Coburn, calciatore inglese (Bedale, n. 2002)
- Josh Cohen, calciatore statunitense (Mountain View, n. 1992)
- Josh Cullen, calciatore inglese (Southend-on-Sea, n. 1996)

## D(2)
- Joshua Daniels, calciatore nordirlandese (Derry, n. 1996)
- Joshua Díaz, ex calciatore costaricano (San José, n. 1991)

## E(4)
- Josh Earl, calciatore inglese (Southport, n. 1998)
- Josh Eccles, calciatore inglese (Coventry, n. 2000)
- Joshua Eijgenraam, calciatore olandese (Berkel en Rodenrijs, n. 2002)
- Josh Maja, calciatore inglese (Lewisham, n. 1998)

## G(5)
- Josh García, ex calciatore statunitense (Boston, n. 1993)
- Josh Gardner, ex calciatore statunitense (Freeport, n. 1982)
- Joshua Gatt, calciatore statunitense (Plymouth, n. 1991)
- Josh Ginnelly, calciatore inglese (Nuneaton, n. 1997)
- Josh Gross, calciatore olandese (n. 1993)

## H(3)
- Josh Flint, calciatore inglese (Waterlooville, n. 2000)
- Josh Harrop, calciatore inglese (Stockport, n. 1995)
- Josh Honohan, calciatore irlandese (Cork, n. 2001)

## J(2)
- Joshua John, ex calciatore olandese (Alkmaar, n. 1988)
- Joshua John, calciatore nigeriano (n. 2004)

## K(9)
- Josh Wilson-Esbrand, calciatore inglese (Hackney, n. 2002)
- Josh Reid, calciatore scozzese (Dingwall, n. 2002)
- Joshua Kennedy, ex calciatore australiano (Wodonga, n. 1982)
- Josh Key, calciatore inglese (Torquay, n. 1999)
- Joshua Kimmich, calciatore tedesco (Rottweil, n. 1995)
- Joshua King, calciatore norvegese (Oslo, n. 1992)
- Joshua King, calciatore inglese (n. 2007)
- Joshua Kitolano, calciatore norvegese (Kinshasa, n. 2001)
- Josh Knight, calciatore inglese (Leicester, n. 1997)

## L(2)
- Josh Lambo, ex calciatore e giocatore di football americano statunitense (Lansing, n. 1990)
- Josh Law, ex calciatore inglese (Nottingham, n. 1989)

## M(9)
- Josh Magennis, calciatore nordirlandese (Bangor, n. 1990)
- Josh Martin, calciatore inglese (Luton, n. 2001)
- Josh McEachran, calciatore inglese (Oxford, n. 1993)
- Josh McQuoid, calciatore nordirlandese (Southampton, n. 1989)
- Joshua Mees, calciatore tedesco (Lebach, n. 1996)
- Joshua Monty, calciatore americo-verginiano (n. 1985)
- Josh Morris, calciatore inglese (Preston, n. 1991)
- Josh Mullin, calciatore scozzese (Glasgow, n. 1992)
- Josh Murphy, calciatore inglese (Wembley, n. 1995)

## N(3)
- Joshua Nadeau, calciatore francese (Parigi, n. 1994)
- Joshua Navarro, calciatore costaricano (San Isidro de El General, n. 1999)
- Joshua Nisbet, calciatore australiano (Penrith, n. 1999)

## O(2)
- Joshua Obaje, ex calciatore nigeriano (Owerri, n. 1990)
- Josh Onomah, calciatore inglese (Londra, n. 1997)

## P(3)
- Joshua Parker, calciatore antiguo-barbudano (Slough, n. 1990)
- Joshua Pérez, calciatore salvadoregno (Montebello, n. 1998)
- Josh Pritchard, ex calciatore gallese (Stockport, n. 1992)

## R(4)
- Joshua Ramos, calciatore americo-verginiano (n. 2000)
- Joshua Rawlins, calciatore australiano (Perth, n. 2004)
- Joshua Risdon, calciatore australiano (Sydney, n. 1992)
- Josh Ruffels, calciatore inglese (Oxford, n. 1993)

## S(5)
- Josh Sargent, calciatore statunitense (O'Fallon, n. 2000)
- Josh Scowen, calciatore inglese (Cheshunt, n. 1993)
- Josh Simpson, ex calciatore canadese (Burnaby, n. 1983)
- Joshua Sims, calciatore inglese (Yeovil, n. 1997)
- Paddy Sloan, calciatore e allenatore di calcio irlandese (Lurgan, n. 1920 - Melbourne, † 1993)

## T(3)
- Joshua Tijani, ex calciatore ghanese (Accra, n. 1992)
- Joshua Titima, calciatore zambiano (n. 1992)
- Joshua Tuasulia, calciatore salomonese (n. 1988)

## V(1)
- Josh Vela, calciatore inglese (Salford, n. 1993)

## W(4)
- Josh Wagenaar, ex calciatore canadese (Ontario, n. 1985)
- Josh Wicks, calciatore statunitense (Landstuhl, n. 1983)
- Josh Windass, calciatore inglese (Kingston upon Hull, n. 1994)
- Josh Wright, calciatore inglese (Bethnal Green, n. 1989)

## Y(1)
- Joshua Yaro, calciatore ghanese (Kumasi, n. 1994)

## Z(2)
- Joshua Zimmerman, calciatore olandese (n. 2001)
- Joshua Zirkzee, calciatore olandese (Schiedam, n. 2001)

## Á(1)
- Joshua Ábrego, ex calciatore messicano (San Juan Evangelista, n. 1986)